# Amstel Gold Race de 2023
A 57.ª edição da clássica ciclista Amstel Gold Race foi uma corrida que se celebrou nos Países Baixos a 16 de abril de 2023 sobre um percurso de 253,6 quilómetros com início na cidade de Maastricht e final na cidade de Berg en Terblijt.
A corrida, além de ser a primeira clássica das Ardenas, fez parte do UCI WorldTour de 2023, sendo a décima-sétima competição do calendário de máxima categoria mundial. O vencedor foi o esloveno Tadej Pogačar do UAE Emirates e esteve acompanhado no pódio pelo irlandês Ben Healy do EF Education-EasyPost e o britânico Thomas Pidcock do Ineos Grenadiers, segundo e terceiro classificado respectivamente.

## Equipas participantes
Tomaram parte na corrida 25 equipas: 18 de categoria UCI WorldTour de 2023 convidados pela organização; e 7 de categoria UCI ProTeam. Formaram assim um pelotão de 175 ciclistas dos que acabaram 77. As equipas participantes foram:
| Equipes WorldTeam (18)- AG2R Citroën Team - Alpecin-Deceuninck - Astana Qazaqstan Team - Bahrain Victorious - Bora-Hansgrohe - Cofidis - EF Education-EasyPost - Groupama-FDJ - Ineos Grenadiers - Intermarché-Circus-Wanty - Jumbo-Visma - Movistar Team - Soudal Quick-Step - Arkéa-Samsic - Team DSM - Team Jayco AlUla - Trek-Segafredo - UAE Team Emirates Equipes ProTeam (7)- Israel-Premier Tech - Lotto Dstny - Q36.5 Pro Cycling Team - Team Flanders-Baloise - TotalEnergies - Tudor Pro Cycling Team - Uno-X Pro Cycling Team |
| |

## Classificação final
- A classificação finalizou da seguinte forma:[3]

### Classificação geral
| \| Classificação geral \| Classificação geral \| Classificação geral \| Classificação geral \| Classificação geral \| \| Ciclista \| Ciclista \| Equipe \| Tempo \| \| \| ------------------- \| ------------------- \| ---------------------- \| ------------------- \| ------------------- \| \| 1. \| Tadej Pogačar \| UAE Team Emirates \| 6h02m02s \| \| \| 2. \| Ben Healy \| EF Education-EasyPost \| + 38s \| \| \| 3. \| Thomas Pidcock \| Ineos Grenadiers \| + 2m14s \| \| \| 4. \| Andreas Kron \| Lotto Dstny \| + 2m14s \| \| \| 5. \| Alexey Lutsenko \| Astana Qazaqstan Team \| + 2m14s \| \| \| 6. \| Andrea Bagioli \| Soudal Quick-Step \| + 3m14s \| \| \| 7. \| Maxim Van Gils \| Lotto Dstny \| + 3m14s \| \| \| 8. \| Mattias Skjelmose \| Trek-Segafredo \| + 3m14s \| \| \| 9. \| Alexander Kamp \| Tudor Pro Cycling Team \| + 3m14s \| \| \| 10. \| Axel Zingle \| Cofidis \| + 3m14s \| \| |                   |                        |          |
| |                   |                        |          |
| Fonte: ProCyclingStats |                   |                        |          |
| Classificação geral |                   |                        |          |
| Ciclista | Ciclista          | Equipe                 | Tempo    |
| 1. | Tadej Pogačar     | UAE Team Emirates      | 6h02m02s |
| 2. | Ben Healy         | EF Education-EasyPost  | + 38s    |
| 3. | Thomas Pidcock    | Ineos Grenadiers       | + 2m14s  |
| 4. | Andreas Kron      | Lotto Dstny            | + 2m14s  |
| 5. | Alexey Lutsenko   | Astana Qazaqstan Team  | + 2m14s  |
| 6. | Andrea Bagioli    | Soudal Quick-Step      | + 3m14s  |
| 7. | Maxim Van Gils    | Lotto Dstny            | + 3m14s  |
| 8. | Mattias Skjelmose | Trek-Segafredo         | + 3m14s  |
| 9. | Alexander Kamp    | Tudor Pro Cycling Team | + 3m14s  |
| 10. | Axel Zingle       | Cofidis                | + 3m14s  |

## Ciclistas participantes e posições finais
| Ineos Grenadiers IGD | Ineos Grenadiers IGD     | Ineos Grenadiers IGD |
| -------------------- | ------------------------ | -------------------- |
| Num                  | Ciclista                 | Pos                  |
| 1                    | Michał Kwiatkowski (POL) | 72.                  |
| 2                    | Thomas Pidcock (GBR)     | 3.                   |
| 3                    | Brandon Rivera (COL)     | DNF                  |
| 4                    | Kim Heiduk (GER)         | 69.                  |
| 5                    | Connor Swift (GBR)       | 67.                  |
| 6                    | Magnus Sheffield (USA)   | 46.                  |
| 7                    | Joshua Tarling (GBR)     | DNF                  |

| AG2R Citroën Team ACT | AG2R Citroën Team ACT     | AG2R Citroën Team ACT |
| --------------------- | ------------------------- | --------------------- |
| Num                   | Ciclista                  | Pos                   |
| 11                    | Benoît Cosnefroy (FRA)    | 21.                   |
| 12                    | Michael Schär (SUI)       | DNF                   |
| 13                    | Mikaël Cherel (FRA)       | DNF                   |
| 14                    | Valentin Retailleau (FRA) | DNF                   |
| 15                    | Stan Dewulf (BEL)         | DNF                   |
| 16                    | Dorian Godon (FRA)        | DNF                   |
| 17                    | Greg Van Avermaet (BEL)   | 26.                   |

| Jumbo-Visma TJV | Jumbo-Visma TJV               | Jumbo-Visma TJV |
| --------------- | ----------------------------- | --------------- |
| Num             | Ciclista                      | Pos             |
| 21              | Tiesj Benoot (BEL)            | 15.             |
| 22              | Lennard Hofstede (NED)        | DNF             |
| 23              | Gijs Leemreize (NED)          | DNF             |
| 24              | Sam Oomen (NED)               | 48.             |
| 25              | Attila Valter (HUN) (estrada) | 30.             |
| 26              | Tosh Van der Sande (BEL)      | DNF             |
| 27              | Jos van Emden (NED)           | DNF             |

| Alpecin-Deceuninck ADC | Alpecin-Deceuninck ADC      | Alpecin-Deceuninck ADC |
| ---------------------- | --------------------------- | ---------------------- |
| Num                    | Ciclista                    | Pos                    |
| 31                     | Søren Kragh Andersen (DEN)  | 40.                    |
| 32                     | Fabio Van den Bossche (BEL) | DNF                    |
| 33                     | Xandro Meurisse (BEL)       | DNF                    |
| 34                     | Robert Stannard (AUS)       | 74.                    |
| 35                     | Jimmy Janssens (BEL)        | DNF                    |
| 36                     | Tobias Bayer (AUT)          | DNF                    |
| 37                     | Gianni Vermeersch (BEL)     | 14.                    |

| Bora-Hansgrohe BOH | Bora-Hansgrohe BOH          | Bora-Hansgrohe BOH |
| ------------------ | --------------------------- | ------------------ |
| Num                | Ciclista                    | Pos                |
| 41                 | Jai Hindley (AUS)           | 12.                |
| 42                 | Patrick Gamper (AUT)        | DNF                |
| 43                 | Sergio Higuita (COL)        | DNF                |
| 44                 | Nils Politt (GER) (estrada) | DNF                |
| 45                 | Luis-Joe Lührs (GER)        | DNF                |
| 46                 | Giovanni Aleotti (ITA)      | 51.                |
| 47                 | Ide Schelling (NED)         | 53.                |

| UAE Team Emirates UAD | UAE Team Emirates UAD               | UAE Team Emirates UAD |
| --------------------- | ----------------------------------- | --------------------- |
| Num                   | Ciclista                            | Pos                   |
| 51                    | Tadej Pogačar (SLO)                 | 1.                    |
| 52                    | Sjoerd Bax (NED)                    | DNF                   |
| 53                    | Felix Großschartner (AUT) (estrada) | DNF                   |
| 54                    | Marc Hirschi (SUI)                  | 36.                   |
| 55                    | Rui Oliveira (POR)                  | DNF                   |
| 56                    | Ryan Gibbons (RSA)                  | DNF                   |
| 57                    | Matteo Trentin (ITA)                | 52.                   |

| Intermarché-Circus-Wanty ICW | Intermarché-Circus-Wanty ICW | Intermarché-Circus-Wanty ICW |
| ---------------------------- | ---------------------------- | ---------------------------- |
| Num                          | Ciclista                     | Pos                          |
| 61                           | Loïc Vliegen (BEL)           | DNF                          |
| 62                           | Lilian Calmejane (FRA)       | DNF                          |
| 63                           | Rui Costa (POR)              | 32.                          |
| 64                           | Dries De Pooter (BEL)        | DNF                          |
| 65                           | Lorenzo Rota (ITA)           | 61.                          |
| 66                           | Dion Smith (NZL)             | 50.                          |
| 67                           | Georg Zimmermann (GER)       | 49.                          |

| EF Education-EasyPost EFE | EF Education-EasyPost EFE | EF Education-EasyPost EFE |
| ------------------------- | ------------------------- | ------------------------- |
| Num                       | Ciclista                  | Pos                       |
| 71                        | Ben Healy (IRL)           | 2.                        |
| 72                        | Mikkel Honoré (DEN)       | DNF                       |
| 73                        | Andrea Piccolo (ITA)      | 66.                       |
| 74                        | Neilson Powless (USA)     | DNF                       |
| 75                        | Sean Quinn (USA)          | DNF                       |
| 76                        | James Shaw (GBR)          | 70.                       |
| 77                        | Julius van den Berg (NED) | DNF                       |

| Soudal Quick-Step SOQ | Soudal Quick-Step SOQ | Soudal Quick-Step SOQ |
| --------------------- | --------------------- | --------------------- |
| Num                   | Ciclista              | Pos                   |
| 81                    | Rémi Cavagna (FRA)    | 23.                   |
| 82                    | Dries Devenyns (BEL)  | DNF                   |
| 83                    | Jannik Steimle (GER)  | DNF                   |
| 84                    | Mauro Schmid (SUI)    | 37.                   |
| 85                    | Martin Svrček (SVK)   | DNF                   |
| 86                    | Stan Van Tricht (BEL) | 25.                   |
| 87                    | Andrea Bagioli (ITA)  | 6.                    |

| Trek-Segafredo TFS | Trek-Segafredo TFS      | Trek-Segafredo TFS |
| ------------------ | ----------------------- | ------------------ |
| Num                | Ciclista                | Pos                |
| 91                 | Bauke Mollema (NED)     | 29.                |
| 92                 | Toms Skujiņš (LAT)      | 28.                |
| 93                 | Quinn Simmons (USA)     | DNF                |
| 94                 | Otto Vergaerde (BEL)    | DNF                |
| 95                 | Mattias Skjelmose (DEN) | 8.                 |
| 96                 | Markus Hoelgaard (NOR)  | DNF                |
| 97                 | Mathias Vacek (CZE)     | DNF                |

| Groupama-FDJ GFC | Groupama-FDJ GFC        | Groupama-FDJ GFC |
| ---------------- | ----------------------- | ---------------- |
| Num              | Ciclista                | Pos              |
| 101              | David Gaudu (FRA)       | DNF              |
| 102              | Lars van den Berg (NED) | 65.              |
| 103              | Valentin Madouas (FRA)  | 11.              |
| 104              | Kevin Geniets (LUX)     | 16.              |
| 105              | Romain Grégoire (FRA)   | DNF              |
| 106              | Quentin Pacher (FRA)    | DNF              |
| 107              | Rudy Molard (FRA)       | 62.              |

| Bahrain Victorious TBV | Bahrain Victorious TBV | Bahrain Victorious TBV |
| ---------------------- | ---------------------- | ---------------------- |
| Num                    | Ciclista               | Pos                    |
| 111                    | Matej Mohorič (SLO)    | 33.                    |
| 112                    | Filip Maciejuk (POL)   | DNF                    |
| 113                    | Jonathan Milan (ITA)   | DNF                    |
| 114                    | Matevž Govekar (SLO)   | DNF                    |
| 115                    | Fran Miholjević (CRO)  | DNF                    |
| 116                    | Nikias Arndt (GER)     | 57.                    |
| 117                    | Wout Poels (NED)       | 22.                    |

| Team DSM DSM | Team DSM DSM          | Team DSM DSM |
| ------------ | --------------------- | ------------ |
| Num          | Ciclista              | Pos          |
| 121          | Martijn Tusveld (NED) | DNF          |
| 122          | Oscar Onley (GBR)     | DNF          |
| 123          | Romain Combaud (FRA)  | DNF          |
| 124          | Sean Flynn (GBR)      | DNF          |
| 125          | Leon Heinschke (GER)  | DNF          |
| 126          | Matthew Dinham (AUS)  | 27.          |
| 127          | Kevin Vermaerke (USA) | 44.          |

| Cofidis COF | Cofidis COF               | Cofidis COF |
| ----------- | ------------------------- | ----------- |
| Num         | Ciclista                  | Pos         |
| 131         | Bryan Coquard (FRA)       | 55.         |
| 132         | Alexandre Delettre (FRA)  | DNF         |
| 133         | Axel Zingle (FRA)         | 10.         |
| 134         | Jonathan Lastra (ESP)     | DNF         |
| 135         | Pierre-Luc Périchon (FRA) | DNF         |
| 136         | Jelle Wallays (BEL)       | DNF         |
| 137         | André Carvalho (POR)      | DNF         |

| Movistar Team MOV | Movistar Team MOV               | Movistar Team MOV |
| ----------------- | ------------------------------- | ----------------- |
| Num               | Ciclista                        | Pos               |
| 141               | Ruben Guerreiro (POR)           | 39.               |
| 142               | Alex Aranburu (ESP)             | 31.               |
| 143               | Jorge Arcas (ESP)               | DNF               |
| 144               | Gorka Izagirre (ESP)            | DNF               |
| 145               | Johan Jacobs (SUI)              | DNF               |
| 146               | Gonzalo Serrano Rodríguez (ESP) | 41.               |
| 147               | José Joaquín Rojas (ESP)        | 64.               |

| Astana Qazaqstan Team AST | Astana Qazaqstan Team AST | Astana Qazaqstan Team AST |
| ------------------------- | ------------------------- | ------------------------- |
| Num                       | Ciclista                  | Pos                       |
| 151                       | Alexey Lutsenko (KAZ)     | 5.                        |
| 152                       | Christian Scaroni (ITA)   | DNF                       |
| 153                       | David de la Cruz (ESP)    | 34.                       |
| 154                       | Simone Velasco (ITA)      | 17.                       |
| 155                       | Samuele Battistella (ITA) | 54.                       |
| 156                       | Andrey Zeits (KAZ)        | NP                        |
| 157                       | Gianni Moscon (ITA)       | DNF                       |

| Team Jayco AlUla JAY | Team Jayco AlUla JAY          | Team Jayco AlUla JAY |
| -------------------- | ----------------------------- | -------------------- |
| Num                  | Ciclista                      | Pos                  |
| 161                  | Luke Durbridge (AUS)          | DNF                  |
| 162                  | Jan Maas (NED)                | DNF                  |
| 163                  | Lawson Craddock (USA)         | DNF                  |
| 164                  | Alexandre Balmer (SUI)        | DNF                  |
| 165                  | Christopher Juul-Jensen (DEN) | 75.                  |
| 166                  | Matteo Sobrero (ITA)          | 38.                  |
| 167                  | Zdeněk Štybar (CZE)           | DNF                  |

| Arkéa-Samsic ARK | Arkéa-Samsic ARK          | Arkéa-Samsic ARK |
| ---------------- | ------------------------- | ---------------- |
| Num              | Ciclista                  | Pos              |
| 171              | Warren Barguil (FRA)      | 35.              |
| 172              | Louis Barré (FRA)         | 47.              |
| 173              | Clément Champoussin (FRA) | DNF              |
| 174              | Anthony Delaplace (FRA)   | DNF              |
| 175              | Simon Guglielmi (FRA)     | 77.              |
| 176              | Łukasz Owsian (POL)       | 73.              |
| 177              | Mathis Le Berre (FRA)     | DNF              |

| Lotto Dstny LTD | Lotto Dstny LTD                  | Lotto Dstny LTD |
| --------------- | -------------------------------- | --------------- |
| Num             | Ciclista                         | Pos             |
| 181             | Pascal Eenkhoorn (NED) (estrada) | 18.             |
| 182             | Arjen Livyns (BEL)               | 71.             |
| 183             | Harry Sweeny (AUS)               | DNF             |
| 184             | Jarrad Drizners (AUS)            | DNF             |
| 185             | Andreas Kron (DEN)               | 4.              |
| 186             | Maxim Van Gils (BEL)             | 7.              |
| 187             | Rüdiger Selig (GER)              | DNF             |

| TotalEnergies TEN | TotalEnergies TEN        | TotalEnergies TEN |
| ----------------- | ------------------------ | ----------------- |
| Num               | Ciclista                 | Pos               |
| 191               | Fabien Grellier (FRA)    | DNF               |
| 192               | Mattéo Vercher (FRA)     | DNF               |
| 193               | Valentin Ferron (FRA)    | 13.               |
| 194               | Dries Van Gestel (BEL)   | DNF               |
| 195               | Mathieu Burgaudeau (FRA) | 19.               |
| 196               | Sandy Dujardin (FRA)     | 24.               |
| 197               | Thomas Bonnet (FRA)      | DNF               |

| Team Flanders-Baloise TFB | Team Flanders-Baloise TFB | Team Flanders-Baloise TFB |
| ------------------------- | ------------------------- | ------------------------- |
| Num                       | Ciclista                  | Pos                       |
| 201                       | Jenno Berckmoes (BEL)     | 59.                       |
| 202                       | Kamiel Bonneu (BEL)       | 43.                       |
| 203                       | Vito Braet (BEL)          | DNF                       |
| 204                       | Alex Colman (BEL)         | DNF                       |
| 205                       | Sander De Pestel (BEL)    | DNF                       |
| 206                       | Elias Maris (BEL)         | 60.                       |
| 207                       | Ward Vanhoof (BEL)        | DNF                       |

| Q36.5 Pro Cycling Team Q36 | Q36.5 Pro Cycling Team Q36 | Q36.5 Pro Cycling Team Q36 |
| -------------------------- | -------------------------- | -------------------------- |
| Num                        | Ciclista                   | Pos                        |
| 211                        | Tom Devriendt (BEL)        | DNF                        |
| 212                        | Walter Calzoni (ITA)       | DNF                        |
| 213                        | Tobias Ludvigsson (SWE)    | DNF                        |
| 214                        | Alessandro Fedeli (ITA)    | DNF                        |
| 215                        | Cyrus Monk (AUS)           | 58.                        |
| 216                        | Kamil Małecki (POL)        | DNF                        |
| 217                        | Nicolò Parisini (ITA)      | DNF                        |

| Uno-X Pro Cycling Team UXT | Uno-X Pro Cycling Team UXT       | Uno-X Pro Cycling Team UXT |
| -------------------------- | -------------------------------- | -------------------------- |
| Num                        | Ciclista                         | Pos                        |
| 221                        | Fredrik Dversnes (NOR)           | 56.                        |
| 222                        | Martin Bugge Urianstad (NOR)     | DNF                        |
| 223                        | Anthon Charmig (DEN)             | DNF                        |
| 224                        | Anders Halland Johannessen (NOR) | DNF                        |
| 225                        | Tobias Halland Johannessen (NOR) | 76.                        |
| 226                        | Jacob Hindsgaul Madsen (DEN)     | DNF                        |
| 227                        | Jonas Gregaard (DEN)             | DNF                        |

| Israel-Premier Tech IPT | Israel-Premier Tech IPT | Israel-Premier Tech IPT |
| ----------------------- | ----------------------- | ----------------------- |
| Num                     | Ciclista                | Pos                     |
| 231                     | Michael Woods (CAN)     | DNF                     |
| 232                     | Simon Clarke (AUS)      | 20.                     |
| 233                     | Hugo Houle (CAN)        | 68.                     |
| 234                     | Nick Schultz (AUS)      | DNF                     |
| 235                     | Corbin Strong (NZL)     | DNF                     |
| 236                     | Guillaume Boivin (CAN)  | DNF                     |
| 237                     | Daryl Impey (RSA)       | DNF                     |

| Tudor Pro Cycling Team TUD | Tudor Pro Cycling Team TUD     | Tudor Pro Cycling Team TUD |
| -------------------------- | ------------------------------ | -------------------------- |
| Num                        | Ciclista                       | Pos                        |
| 241                        | Alexander Kamp (DEN) (estrada) | 9.                         |
| 242                        | Jacob Eriksson (SWE)           | DNF                        |
| 243                        | Aloïs Charrin (FRA)            | DNF                        |
| 244                        | Nils Brun (SUI)                | 63.                        |
| 245                        | Arthur Kluckers (LUX)          | 42.                        |
| 246                        | Miká Heming (GER)              | DNF                        |
| 247                        | Lucas Eriksson (SWE) (estrada) | 45.                        |

| Ineos Grenadiers IGD | Ineos Grenadiers IGD     | Ineos Grenadiers IGD |
| -------------------- | ------------------------ | -------------------- |
| Num                  | Ciclista                 | Pos                  |
| 1                    | Michał Kwiatkowski (POL) | 72.                  |
| 2                    | Thomas Pidcock (GBR)     | 3.                   |
| 3                    | Brandon Rivera (COL)     | DNF                  |
| 4                    | Kim Heiduk (GER)         | 69.                  |
| 5                    | Connor Swift (GBR)       | 67.                  |
| 6                    | Magnus Sheffield (USA)   | 46.                  |
| 7                    | Joshua Tarling (GBR)     | DNF                  |

| AG2R Citroën Team ACT | AG2R Citroën Team ACT     | AG2R Citroën Team ACT |
| --------------------- | ------------------------- | --------------------- |
| Num                   | Ciclista                  | Pos                   |
| 11                    | Benoît Cosnefroy (FRA)    | 21.                   |
| 12                    | Michael Schär (SUI)       | DNF                   |
| 13                    | Mikaël Cherel (FRA)       | DNF                   |
| 14                    | Valentin Retailleau (FRA) | DNF                   |
| 15                    | Stan Dewulf (BEL)         | DNF                   |
| 16                    | Dorian Godon (FRA)        | DNF                   |
| 17                    | Greg Van Avermaet (BEL)   | 26.                   |

| Jumbo-Visma TJV | Jumbo-Visma TJV               | Jumbo-Visma TJV |
| --------------- | ----------------------------- | --------------- |
| Num             | Ciclista                      | Pos             |
| 21              | Tiesj Benoot (BEL)            | 15.             |
| 22              | Lennard Hofstede (NED)        | DNF             |
| 23              | Gijs Leemreize (NED)          | DNF             |
| 24              | Sam Oomen (NED)               | 48.             |
| 25              | Attila Valter (HUN) (estrada) | 30.             |
| 26              | Tosh Van der Sande (BEL)      | DNF             |
| 27              | Jos van Emden (NED)           | DNF             |

| Alpecin-Deceuninck ADC | Alpecin-Deceuninck ADC      | Alpecin-Deceuninck ADC |
| ---------------------- | --------------------------- | ---------------------- |
| Num                    | Ciclista                    | Pos                    |
| 31                     | Søren Kragh Andersen (DEN)  | 40.                    |
| 32                     | Fabio Van den Bossche (BEL) | DNF                    |
| 33                     | Xandro Meurisse (BEL)       | DNF                    |
| 34                     | Robert Stannard (AUS)       | 74.                    |
| 35                     | Jimmy Janssens (BEL)        | DNF                    |
| 36                     | Tobias Bayer (AUT)          | DNF                    |
| 37                     | Gianni Vermeersch (BEL)     | 14.                    |

| Bora-Hansgrohe BOH | Bora-Hansgrohe BOH          | Bora-Hansgrohe BOH |
| ------------------ | --------------------------- | ------------------ |
| Num                | Ciclista                    | Pos                |
| 41                 | Jai Hindley (AUS)           | 12.                |
| 42                 | Patrick Gamper (AUT)        | DNF                |
| 43                 | Sergio Higuita (COL)        | DNF                |
| 44                 | Nils Politt (GER) (estrada) | DNF                |
| 45                 | Luis-Joe Lührs (GER)        | DNF                |
| 46                 | Giovanni Aleotti (ITA)      | 51.                |
| 47                 | Ide Schelling (NED)         | 53.                |

| UAE Team Emirates UAD | UAE Team Emirates UAD               | UAE Team Emirates UAD |
| --------------------- | ----------------------------------- | --------------------- |
| Num                   | Ciclista                            | Pos                   |
| 51                    | Tadej Pogačar (SLO)                 | 1.                    |
| 52                    | Sjoerd Bax (NED)                    | DNF                   |
| 53                    | Felix Großschartner (AUT) (estrada) | DNF                   |
| 54                    | Marc Hirschi (SUI)                  | 36.                   |
| 55                    | Rui Oliveira (POR)                  | DNF                   |
| 56                    | Ryan Gibbons (RSA)                  | DNF                   |
| 57                    | Matteo Trentin (ITA)                | 52.                   |

| Intermarché-Circus-Wanty ICW | Intermarché-Circus-Wanty ICW | Intermarché-Circus-Wanty ICW |
| ---------------------------- | ---------------------------- | ---------------------------- |
| Num                          | Ciclista                     | Pos                          |
| 61                           | Loïc Vliegen (BEL)           | DNF                          |
| 62                           | Lilian Calmejane (FRA)       | DNF                          |
| 63                           | Rui Costa (POR)              | 32.                          |
| 64                           | Dries De Pooter (BEL)        | DNF                          |
| 65                           | Lorenzo Rota (ITA)           | 61.                          |
| 66                           | Dion Smith (NZL)             | 50.                          |
| 67                           | Georg Zimmermann (GER)       | 49.                          |

| EF Education-EasyPost EFE | EF Education-EasyPost EFE | EF Education-EasyPost EFE |
| ------------------------- | ------------------------- | ------------------------- |
| Num                       | Ciclista                  | Pos                       |
| 71                        | Ben Healy (IRL)           | 2.                        |
| 72                        | Mikkel Honoré (DEN)       | DNF                       |
| 73                        | Andrea Piccolo (ITA)      | 66.                       |
| 74                        | Neilson Powless (USA)     | DNF                       |
| 75                        | Sean Quinn (USA)          | DNF                       |
| 76                        | James Shaw (GBR)          | 70.                       |
| 77                        | Julius van den Berg (NED) | DNF                       |

| Soudal Quick-Step SOQ | Soudal Quick-Step SOQ | Soudal Quick-Step SOQ |
| --------------------- | --------------------- | --------------------- |
| Num                   | Ciclista              | Pos                   |
| 81                    | Rémi Cavagna (FRA)    | 23.                   |
| 82                    | Dries Devenyns (BEL)  | DNF                   |
| 83                    | Jannik Steimle (GER)  | DNF                   |
| 84                    | Mauro Schmid (SUI)    | 37.                   |
| 85                    | Martin Svrček (SVK)   | DNF                   |
| 86                    | Stan Van Tricht (BEL) | 25.                   |
| 87                    | Andrea Bagioli (ITA)  | 6.                    |

| Trek-Segafredo TFS | Trek-Segafredo TFS      | Trek-Segafredo TFS |
| ------------------ | ----------------------- | ------------------ |
| Num                | Ciclista                | Pos                |
| 91                 | Bauke Mollema (NED)     | 29.                |
| 92                 | Toms Skujiņš (LAT)      | 28.                |
| 93                 | Quinn Simmons (USA)     | DNF                |
| 94                 | Otto Vergaerde (BEL)    | DNF                |
| 95                 | Mattias Skjelmose (DEN) | 8.                 |
| 96                 | Markus Hoelgaard (NOR)  | DNF                |
| 97                 | Mathias Vacek (CZE)     | DNF                |

| Groupama-FDJ GFC | Groupama-FDJ GFC        | Groupama-FDJ GFC |
| ---------------- | ----------------------- | ---------------- |
| Num              | Ciclista                | Pos              |
| 101              | David Gaudu (FRA)       | DNF              |
| 102              | Lars van den Berg (NED) | 65.              |
| 103              | Valentin Madouas (FRA)  | 11.              |
| 104              | Kevin Geniets (LUX)     | 16.              |
| 105              | Romain Grégoire (FRA)   | DNF              |
| 106              | Quentin Pacher (FRA)    | DNF              |
| 107              | Rudy Molard (FRA)       | 62.              |

| Bahrain Victorious TBV | Bahrain Victorious TBV | Bahrain Victorious TBV |
| ---------------------- | ---------------------- | ---------------------- |
| Num                    | Ciclista               | Pos                    |
| 111                    | Matej Mohorič (SLO)    | 33.                    |
| 112                    | Filip Maciejuk (POL)   | DNF                    |
| 113                    | Jonathan Milan (ITA)   | DNF                    |
| 114                    | Matevž Govekar (SLO)   | DNF                    |
| 115                    | Fran Miholjević (CRO)  | DNF                    |
| 116                    | Nikias Arndt (GER)     | 57.                    |
| 117                    | Wout Poels (NED)       | 22.                    |

| Team DSM DSM | Team DSM DSM          | Team DSM DSM |
| ------------ | --------------------- | ------------ |
| Num          | Ciclista              | Pos          |
| 121          | Martijn Tusveld (NED) | DNF          |
| 122          | Oscar Onley (GBR)     | DNF          |
| 123          | Romain Combaud (FRA)  | DNF          |
| 124          | Sean Flynn (GBR)      | DNF          |
| 125          | Leon Heinschke (GER)  | DNF          |
| 126          | Matthew Dinham (AUS)  | 27.          |
| 127          | Kevin Vermaerke (USA) | 44.          |

| Cofidis COF | Cofidis COF               | Cofidis COF |
| ----------- | ------------------------- | ----------- |
| Num         | Ciclista                  | Pos         |
| 131         | Bryan Coquard (FRA)       | 55.         |
| 132         | Alexandre Delettre (FRA)  | DNF         |
| 133         | Axel Zingle (FRA)         | 10.         |
| 134         | Jonathan Lastra (ESP)     | DNF         |
| 135         | Pierre-Luc Périchon (FRA) | DNF         |
| 136         | Jelle Wallays (BEL)       | DNF         |
| 137         | André Carvalho (POR)      | DNF         |

| Movistar Team MOV | Movistar Team MOV               | Movistar Team MOV |
| ----------------- | ------------------------------- | ----------------- |
| Num               | Ciclista                        | Pos               |
| 141               | Ruben Guerreiro (POR)           | 39.               |
| 142               | Alex Aranburu (ESP)             | 31.               |
| 143               | Jorge Arcas (ESP)               | DNF               |
| 144               | Gorka Izagirre (ESP)            | DNF               |
| 145               | Johan Jacobs (SUI)              | DNF               |
| 146               | Gonzalo Serrano Rodríguez (ESP) | 41.               |
| 147               | José Joaquín Rojas (ESP)        | 64.               |

| Astana Qazaqstan Team AST | Astana Qazaqstan Team AST | Astana Qazaqstan Team AST |
| ------------------------- | ------------------------- | ------------------------- |
| Num                       | Ciclista                  | Pos                       |
| 151                       | Alexey Lutsenko (KAZ)     | 5.                        |
| 152                       | Christian Scaroni (ITA)   | DNF                       |
| 153                       | David de la Cruz (ESP)    | 34.                       |
| 154                       | Simone Velasco (ITA)      | 17.                       |
| 155                       | Samuele Battistella (ITA) | 54.                       |
| 156                       | Andrey Zeits (KAZ)        | NP                        |
| 157                       | Gianni Moscon (ITA)       | DNF                       |

| Team Jayco AlUla JAY | Team Jayco AlUla JAY          | Team Jayco AlUla JAY |
| -------------------- | ----------------------------- | -------------------- |
| Num                  | Ciclista                      | Pos                  |
| 161                  | Luke Durbridge (AUS)          | DNF                  |
| 162                  | Jan Maas (NED)                | DNF                  |
| 163                  | Lawson Craddock (USA)         | DNF                  |
| 164                  | Alexandre Balmer (SUI)        | DNF                  |
| 165                  | Christopher Juul-Jensen (DEN) | 75.                  |
| 166                  | Matteo Sobrero (ITA)          | 38.                  |
| 167                  | Zdeněk Štybar (CZE)           | DNF                  |

| Arkéa-Samsic ARK | Arkéa-Samsic ARK          | Arkéa-Samsic ARK |
| ---------------- | ------------------------- | ---------------- |
| Num              | Ciclista                  | Pos              |
| 171              | Warren Barguil (FRA)      | 35.              |
| 172              | Louis Barré (FRA)         | 47.              |
| 173              | Clément Champoussin (FRA) | DNF              |
| 174              | Anthony Delaplace (FRA)   | DNF              |
| 175              | Simon Guglielmi (FRA)     | 77.              |
| 176              | Łukasz Owsian (POL)       | 73.              |
| 177              | Mathis Le Berre (FRA)     | DNF              |

| Lotto Dstny LTD | Lotto Dstny LTD                  | Lotto Dstny LTD |
| --------------- | -------------------------------- | --------------- |
| Num             | Ciclista                         | Pos             |
| 181             | Pascal Eenkhoorn (NED) (estrada) | 18.             |
| 182             | Arjen Livyns (BEL)               | 71.             |
| 183             | Harry Sweeny (AUS)               | DNF             |
| 184             | Jarrad Drizners (AUS)            | DNF             |
| 185             | Andreas Kron (DEN)               | 4.              |
| 186             | Maxim Van Gils (BEL)             | 7.              |
| 187             | Rüdiger Selig (GER)              | DNF             |

| TotalEnergies TEN | TotalEnergies TEN        | TotalEnergies TEN |
| ----------------- | ------------------------ | ----------------- |
| Num               | Ciclista                 | Pos               |
| 191               | Fabien Grellier (FRA)    | DNF               |
| 192               | Mattéo Vercher (FRA)     | DNF               |
| 193               | Valentin Ferron (FRA)    | 13.               |
| 194               | Dries Van Gestel (BEL)   | DNF               |
| 195               | Mathieu Burgaudeau (FRA) | 19.               |
| 196               | Sandy Dujardin (FRA)     | 24.               |
| 197               | Thomas Bonnet (FRA)      | DNF               |

| Team Flanders-Baloise TFB | Team Flanders-Baloise TFB | Team Flanders-Baloise TFB |
| ------------------------- | ------------------------- | ------------------------- |
| Num                       | Ciclista                  | Pos                       |
| 201                       | Jenno Berckmoes (BEL)     | 59.                       |
| 202                       | Kamiel Bonneu (BEL)       | 43.                       |
| 203                       | Vito Braet (BEL)          | DNF                       |
| 204                       | Alex Colman (BEL)         | DNF                       |
| 205                       | Sander De Pestel (BEL)    | DNF                       |
| 206                       | Elias Maris (BEL)         | 60.                       |
| 207                       | Ward Vanhoof (BEL)        | DNF                       |

| Q36.5 Pro Cycling Team Q36 | Q36.5 Pro Cycling Team Q36 | Q36.5 Pro Cycling Team Q36 |
| -------------------------- | -------------------------- | -------------------------- |
| Num                        | Ciclista                   | Pos                        |
| 211                        | Tom Devriendt (BEL)        | DNF                        |
| 212                        | Walter Calzoni (ITA)       | DNF                        |
| 213                        | Tobias Ludvigsson (SWE)    | DNF                        |
| 214                        | Alessandro Fedeli (ITA)    | DNF                        |
| 215                        | Cyrus Monk (AUS)           | 58.                        |
| 216                        | Kamil Małecki (POL)        | DNF                        |
| 217                        | Nicolò Parisini (ITA)      | DNF                        |

| Uno-X Pro Cycling Team UXT | Uno-X Pro Cycling Team UXT       | Uno-X Pro Cycling Team UXT |
| -------------------------- | -------------------------------- | -------------------------- |
| Num                        | Ciclista                         | Pos                        |
| 221                        | Fredrik Dversnes (NOR)           | 56.                        |
| 222                        | Martin Bugge Urianstad (NOR)     | DNF                        |
| 223                        | Anthon Charmig (DEN)             | DNF                        |
| 224                        | Anders Halland Johannessen (NOR) | DNF                        |
| 225                        | Tobias Halland Johannessen (NOR) | 76.                        |
| 226                        | Jacob Hindsgaul Madsen (DEN)     | DNF                        |
| 227                        | Jonas Gregaard (DEN)             | DNF                        |

| Israel-Premier Tech IPT | Israel-Premier Tech IPT | Israel-Premier Tech IPT |
| ----------------------- | ----------------------- | ----------------------- |
| Num                     | Ciclista                | Pos                     |
| 231                     | Michael Woods (CAN)     | DNF                     |
| 232                     | Simon Clarke (AUS)      | 20.                     |
| 233                     | Hugo Houle (CAN)        | 68.                     |
| 234                     | Nick Schultz (AUS)      | DNF                     |
| 235                     | Corbin Strong (NZL)     | DNF                     |
| 236                     | Guillaume Boivin (CAN)  | DNF                     |
| 237                     | Daryl Impey (RSA)       | DNF                     |

| Tudor Pro Cycling Team TUD | Tudor Pro Cycling Team TUD     | Tudor Pro Cycling Team TUD |
| -------------------------- | ------------------------------ | -------------------------- |
| Num                        | Ciclista                       | Pos                        |
| 241                        | Alexander Kamp (DEN) (estrada) | 9.                         |
| 242                        | Jacob Eriksson (SWE)           | DNF                        |
| 243                        | Aloïs Charrin (FRA)            | DNF                        |
| 244                        | Nils Brun (SUI)                | 63.                        |
| 245                        | Arthur Kluckers (LUX)          | 42.                        |
| 246                        | Miká Heming (GER)              | DNF                        |
| 247                        | Lucas Eriksson (SWE) (estrada) | 45.                        |

Convenções:
- AB: Abandono
- FLT: Retiro por chegada fora do limite de tempo
- NTS: Não tomou a saída
- DES: Desclassificado ou expulsado

## UCI World Ranking
A Amstel Gold Race outorgou pontos para o UCI World Ranking para corredores das equipas nas categorias UCI WorldTeam, UCI ProTeam e Continental. As seguintes tabelas são o barómetro de pontuação e os dez corredores que obtiveram mais pontos:
| Posição   | 1.º | 2.º | 3.º | 4.º | 5.º | 6.º | 7.º | 8.º | 9.º | 10.º | 11.º | 12.º | 13.º | 14.º | 15.º | 16.º-20.º | 21.º-30.º | 31.º-50.º | 51.º-55.º | 56.º-60.º |
| Pontuação | 500 | 400 | 325 | 275 | 225 | 175 | 150 | 125 | 100 | 85   | 70   | 60   | 50   | 40   | 35   | 30        | 20        | 10        | 5         | 3         |

| Classificação |                          |                       |        |
| Posição       | Ciclista                 | Equipa                | Pontos |
| ------------- | ------------------------ | --------------------- | ------ |
| 1.º           | Tadej Pogačar            | UAE Emirates          | 500    |
| 2.º           | Ben Healy                | EF Education-EasyPost | 400    |
| 3.º           | Thomas Pidcock           | Ineos Grenadiers      | 325    |
| 4.º           | Andreas Kron             | Lotto Dstny           | 275    |
| 5.º           | Alexey Lutsenko          | Astana Qazaqstan      | 225    |
| 6.º           | Andrea Bagioli           | Soudal Quick-Step     | 175    |
| 7.º           | Maxim Van Gils           | Lotto Dstny           | 150    |
| 8.º           | Mattias Skjelmose Jensen | Trek-Segafredo        | 125    |
| 9.º           | Alexander Kamp           | Tudor                 | 100    |
| 10.º          | Axel Zingle              | Cofidis               | 85     |